# Hektenészek
A hektenészek ókori görög törzs, Boiótia egyik legősibb népe. Az ország Aszóposz-vidéki területének Ogügész király idejebeli lakossága közt említik. Pauszaniasz Periégétész közlése szerint pestisjárvány következtében haltak ki.